# Macadamia integrifolia
Macadamia integrifolia er et lille, stedsegrønt træ med en tæt, busket vækst. Nødderne er meget næringsrige og det meste af fedtindholdet består af flerumættede fedtsyrer. Blomsterne giver en god honning, og veddet er meget holdbart. Nødderne er giftige for hunde.

## Beskrivelse
Barken er først lyst grågrøn og vortet. Senere bliver den grå og rynket. Gamle stammers bark er violetbrun og glat. Knopperne sidder modsat eller kransstillet. De er spidse og brune. Bladene er elliptiske med tornet-tandet eller bølget rand. 
Blomstringen sker i marts (når træet vokser på den nordlige halvkugle), og blomsterne sidder samlet i endestillede, oprette, slanke klaser. De enkelte blomster er hvide eller lyserøde og rørformede med fremstående støvdragere. Frugterne er nøddelignede med en tydelig spids og en hård skal.
Højde x bredde og årlig tilvækst: 20 x 13 m (de dyrkede former er dog væsentligt mindre).

## Hjemsted
Arten er hjemmehørende i Queensland og New South Wales i Australien, hvor den vokser på frugtbar, basaltisk jord i udkanten af frodige regnskove op til 850 m over havet sammen med sjældne og truede arter som bl.a. Cordyline congesta, Cryptocarya foetida, Cupaniopsis newmanii, Endiandra hayesii, Randia moorei og Tinospora tinosporoides.

## Anvendelse
Frugterne sælges til spisebrug som Macadamianødder.